# Shelby Cannon
Pour les articles homonymes, voir Cannon.
Shelby Cannon (né le 19 août 1966, à Hattiesburg, Mississippi, États-Unis), est un joueur de tennis américain. Il remporte notamment l'US Open en double mixte en 1989 avec Robin White.

## Palmarès

### Titres en double messieurs
| No | Date       | Nom et lieu du tournoi         | Catégorie           | Dotation  | Surface         | Partenaire       | Finalistes                    | Score         |  |
| -- | ---------- | ------------------------------ | ------------------- | --------- | --------------- | ---------------- | ----------------------------- | ------------- |  |
| 1  | 22-10-1990 | Philips Open São Paulo         | World Series        | 125 000 $ | Moquette (ext.) | Alfonso Mora     | Mark Koevermans Luiz Mattar   | 6-7, 6-3, 7-6 |  |
| 2  | 15-06-1992 | IP Cup Gênes                   | World Series        | 235 000 $ | Terre (ext.)    | Greg Van Emburgh | Paul Haarhuis Mark Koevermans | 6-1, 6-1      |  |
| 3  | 05-04-1993 | Trofeo Conde de Godó Barcelone | Championship Series | 750 000 $ | Terre (ext.)    | Scott Melville   | Sergio Casal Emilio Sánchez   | 7-6, 6-1      |  |

### Finales en double messieurs
| No | Date       | Nom et lieu du tournoi                        | Catégorie           | Dotation  | Surface      | Vainqueurs                        | Partenaire        | Score         |  |
| -- | ---------- | --------------------------------------------- | ------------------- | --------- | ------------ | --------------------------------- | ----------------- | ------------- |  |
| 1  | 14-08-1989 | Player's International Canadian Open Montréal | Championship Series | 550 000 $ | Dur (ext.)   | Kelly Evernden Todd Witsken       | Charles Beckman   | 6-3, 6-3      |  |
| 2  | 04-02-1991 | Chevrolet Classic Guarujá                     | World Series        | 125 000 $ | Dur (ext.)   | Olivier Delaitre Rodolphe Gilbert | Greg Van Emburgh  | 6-2, 6-4      |  |
| 3  | 04-01-1993 | Qatar Mobil Open Doha                         | World Series        | 450 000 $ | Dur (ext.)   | Boris Becker Patrik Kühnen        | Scott Melville    | 6-2, 6-4      |  |
| 4  | 12-04-1993 | Philips Open Nice                             | World Series        | 275 000 $ | Terre (ext.) | David Macpherson Laurie Warder    | Scott Melville    | 3-4, ab.      |  |
| 5  | 03-01-1994 | Qatar Mobil Open Doha                         | World Series        | 500 000 $ | Dur (ext.)   | Olivier Delaitre Stéphane Simian  | Byron Talbot      | 6-3, 6-3      |  |
| 6  | 23-10-1995 | Hellmann's Cup Santiago                       | World Series        | 203 750 $ | Terre (ext.) | Jiří Novák David Rikl             | Francisco Montana | 6-4, 4-6, 6-1 |  |

### Titre en double mixte
| No | Date       | Nom et lieu du tournoi   | Catégorie | Dotation    | Surface    | Partenaire  | Finalistes                  | Score         |          |
| -- | ---------- | ------------------------ | --------- | ----------- | ---------- | ----------- | --------------------------- | ------------- | -------- |
| 1  | 28-08-1989 | US Open Flushing Meadows | G. Chelem | 2 138 000 $ | Dur (ext.) | Robin White | Meredith McGrath Rick Leach | 3-6, 6-2, 7-5 | Parcours |